# Pujals dels Pagesos
Pujals dels Pagesos es una entidad de población española del municipio de Cornellá del Terri, perteneciente a la provincia de Gerona, en la comunidad autónoma de Cataluña.

## Historia
Hacia mediados del siglo XIX, el lugar, ya por entonces perteneciente a Cornellá del Terri, tenía contabilizada una población de 46 habitantes. Aparece descrito en el decimotercer volumen del Diccionario geográfico-estadístico-histórico de España y sus posesiones de Ultramar de Pascual Madoz con las siguientes palabras:

PUJALS DELS PAGESOS: l. en la prov., part. jud. y dióc. de Gerona (3 1/4 leg.), aud. terr., c. g. de Barcelona, ayunt. de Cornellá: sit. en terreno llano, con buena ventilacion y clima saludable. Tiene 20 casas, y una igl. parr. (Sta. Maria) servida por un cura de ingreso, de provision real y ordinaria. El térm. confina N. Pujals dels Caballers; E. Guialves; S. Sors, y O. Borguñá. El terreno es de mediana calidad, de secano; le cruzan varios caminos locales. El correo se recibe de Gerona. prod.: trigo, legumbres, vino y aceite; cria ganado lanar. pobl.: 12 vec., 60 alm. cap. prod.: 1.260,400. imp.: 31,510 rs.
(Madoz, 1849, p. 297)

En 2022, tenía empadronados cien habitantes.

## Patrimonio
Hay en el lugar una iglesia de Santa María.